# Мойра Ширер
Мо́йра Ши́рер, леді Ке́ннеді (англ. Moira Shearer, справжні ім'я та прізвище — Мо́йра Ши́рер Кінг (англ. Moira Shearer King); 17 січня 1926, Данфермлін, Шотландія — 31 січня 2006, Оксфорд, Велика Британія) — шотландська балерина і акторка кіно. Стала знаменитою завдяки виконанню головної ролі у фільмі «Червоні черевички» (1948).

## Біографія
Норма Ширер Кінг народилася в місті Данфермлін в Шотландії в сім'ї інженера Гарольда Кінга. У 1931 році сім'я переїхала в Ндолу, Північна Родезія, де дівчинка за наполяганням матері почала займатися балетом в одного з учнів Енріко Чеккетті. Після повернення до Лондона в 1936 році декілька місяців займалася у педагога Флори Фейрберн (англ. Flora Fairbairn) перш ніж поступити до студії Миколи Легата. Після трьох років занять у Легато була прийнята у балетну школу Садлерс-Веллс (нині — Школа королівського балету), але відразу після початку війни батьки забрали її додому, в Шотландію.
Дебютуала в 1941 гроці в трупі Мони Інглсбі «Міжнародний балет». В 1942 році увійшла до складу балетної трупи «Балету Садлерс-Веллс», де танцювала до 1952 року. Брала участь в гастролях трупи по Америці.
Разом з Марго Фонтейн і Памелою Мей Ширер була у прем'єрному складі балету Ф. Ештона «Симфонічні варіації». У 1948-му дебютувала в ролі Попелюшки в однойменному балеті Ф. Ештона.
Роль Вікторії Пейдж у фільмі Майкла Пауелла і Емерика Прессбургера «Червоних черевичків» (1948) вмить зробила її всесвітньо знаменитою. Сама Мойра вважала, що фільм зруйнував її балетну кар'єру. «Хіба це не дивно, що те, до чого ти ніколи не прагнув, раптом обертається тим, що робить тобі ім'я і визначає твою особистісь»? — запитувала балерина. Проте, вона погодилася взяти участь ще в одному грандіозному кінопроєкті команди, що створила «Червоні черевички», знявшись в ролях балерини Стелли і механічної ляльки Олімпії у фільмі-феєрії «Казки Гофмана» (1951).
У 1953 році, у віці 27 років, з різних причин (через травму зокрема) Мойра Ширер вирішила залишити балетну сцену і зосередитися на акторській кар'єрі. У 1954 році вона зіграла Титанію в шекспірівській комедії «Сон літньої ночі» на Единбурзькому фестивалі. У 1959 знялася в ролі Роксани («Сірано де Бержерак») у фільмі-балеті Ролана Петі «Раз, два, три, чотири або Чорні панчішки» (вийшов у прокат в 1961-му). В середині 1960-х Ширер грала роль Феї Морґани у сценічній версії мюзиклу «Камелот» режисера і хореографа Роберта Гелпмана.
У 1972 році Мойра Ширер була ведучою конкурсу «Євробачення», що проходив в Единбурзі. У 1977—1982 роках вона їздила по Сполучених Штатах з лекціями з історії балету. Також Ширер вела колонку книжкового огляду в газеті The Daily Telegraph.
У 1987 році Мойра Ширер знялася в ролі матері художника Лоурі в телевізійній версії балету Джилліан Лінн «Проста людина».

### Сім'я
У 1950 році Мойра Ширер вийшла заміж за відомого журналіста і правозахисника Людовика Кенеді, з яким прожила у шлюбі 56 років, — до своєї смерті в 2006-му. Її чоловік стверджував, що закохався в Мойру і вирішив, що одружується саме на ній, відразу ж, як тільки подивився фільм «Червоні черевички». Подружжя мало чотирьох дітей — трьох доньок і сина.

## Цікаві факти
Продюсер Артур Фрід хотів, щоб саме Мойра зіграла роль Елен у фільмі «Королівське весілля», але Фред Астер навідріз відмовився зніматися з професійною балериною. У свою чергу Ширер відмовилася від пропозиції Джина Келлі зіграти з ним у фільмі «Бригадун» (1954).
У 2000 році сатинові балетні черевички, в яких Ширер грала в «Червоних черевичках», були продані на аукціоні за 25 тисяч $.

## Фільмографія
- 1948 — «Червоні черевички» (реж. Майкл Пауелл і Емерик Прессбургер, хореографія Роберта Гелпмана)
- 1951 — «Казки Гофмана» (реж. Майкл Пауелл і Емерик Прессбургер, хореографія Фредеріка Ештона)
- 1953 — «Три історії кохання» (епізод «Ревнивий коханий», реж. Вінсент Міннеллі і Готфрід Рейнгарт, хореографія Фредеріка Ештона)
- 1955 — «Любитель руденьких» (реж. Гарольд Френч)
- 1960 — «Той, що підглядає» (реж.Майкл Пауелл)
- 1961 — «Раз, два, три, чотири або Чорні панчішки» (хореографія Ролана Петі, реж. Теренс Янг)